# Zbigniew Duda
Zbigniew Duda (ur. 19 lutego 1929 w Jarosławiu, zm. 29 marca 2021) – profesor zwyczajny dr hab. inż., nauczyciel akademicki, wykładowca Akademii Rolniczej we Wrocławiu, specjalizujący się w technologii mięsa.

## Kariera naukowa i akademicka
W latach 1949–1953 studiował w Wyższej Szkole Rolniczej w Poznaniu. W latach 1955–1958 ukończył studia doktoranckie w ZSRR. W latach 1952–1970 pracował w Wyższej Szkole Rolniczej w Poznaniu. W latach 1969–1970 był też dziekanem Wydziału Technologii Żywności tej uczelni. W 1975 roku podjął pracę na Akademii Rolniczej we Wrocławiu. W latach 1982–1997 kierował Katedrą Technologii Surowców Zwierzęcych tej uczelni. Był promotorem czterech prac doktorskich i 130 magisterskich, był również członkiem Wrocławskiego Towarzystwa Naukowego, Polskiego Towarzystwa Technologów Żywności, a także honorowym członkiem Komitetu Nauk o Żywności Polskiej Akademii Nauk. Od 1993 był również członkiem Norweskiej Akademii Nauk i Literatury.
Pochowany na cmentarzu św. Wawrzyńca we Wrocławiu.

## Współpraca zFAO
Po raz pierwszy współpracę z tą organizacją rozpoczął w 1970 roku. W latach 1970–1975 był zatrudniony w centrali Organizacji Narodów Zjednoczonych d.s. Wyżywienia i Rolnictwa w Rzymie. W latach: 1980, 1983, 1987 i 1989 pracował jako konsultant FAO w: b. Gujanie Brytyjskiej, Afganistanie, Bangladeszu, Jamajce i Nepalu.

## Publikacje
Profesor Duda opublikował 380 pozycji wydawniczych, w tym 80 prac oryginalnych. Jest współautorem podręcznika „Technologia mięsa” i monografii „Gospodarka mięsna w Polsce. Zarys dziejów”. W 2002 i 2005 wydał Angielsko-Polski i Polsko-Angielski Słownik Terminologiczno-Frazeologiczny Nauki o Mięsie i Technologii Mięsa.

## Nagrody i wyróżnienia
- Krzyż Kawalerski Orderu Odrodzenia Polski
- Krzyż Oficerski Orderu Odrodzenia Polski
- Medal im. Michała Oczapowskiego
- Medal Komisji Edukacji Narodowej